# Verordnung (EU) 2023/1230 (EU-Maschinenverordnung)
Die Verordnung (EU) 2023/1230 über Maschinen ist eine EU-Verordnung, die die gültige Richtlinie 2006/42/EG (Maschinenrichtlinie) vollständig ersetzt. Damit entfällt die Grundlage für die nationalen Umsetzungen der europäischen Maschinenrichtlinie, in Deutschland durch das Produktsicherheitsgesetz und die Maschinenverordnung. Die Verordnung regelt einheitliche Sicherheitsanforderungen für das Inverkehrbringen von Maschinen.

## Zielsetzung
Die Verordnung zielt darauf ab, in den Mitgliedstaaten der Europäischen Union einen gleichen Stand der Rechtsvorschriften zur Sicherheit von Maschinen zu verwirklichen. Ebenso wurde versucht, der gestiegenen Relevanz von Systemen, die mit industriellen Kommunikationssystemen ausgerüstet sind und dadurch auch durch Cyberattacken beschädigt werden können, Rechnung zu tragen. Informations- und Kommunikationstechnik-Systeme sowie auch Künstliche Intelligenz sind nun enthalten.

## Gründe für den Formenwechsel von Richtlinie zur Verordnung
Nach Erwägungsgrund 4 der Verordnung müssen die Anforderungen an Produkte, die in den Anwendungsbereich der Verordnung fallen, insbesondere die grundlegenden Sicherheits- und Gesundheitsschutzanforderungen und die Konformitätsbewertungsverfahren, für alle Akteure in der Europäischen Union einheitlich gelten. Nach nunmehr bestehender Auffassung dürfen sie keinen Raum mehr für eine abweichende Umsetzung durch die Mitgliedstaaten bieten, was unter der Geltung der früheren Richtlinie möglich war. Aus diesem Grunde wurde von einer Neuauflage einer Richtlinie abgesehen und ein Formenwechsel vorgenommen.

## Geltungsbereich
Die Verordnung gilt für Maschinen und folgende dazugehörige Produkte:
- auswechselbare Ausrüstungen;
- Sicherheitsbauteile;
- Lastaufnahmemittel;
- Ketten, Seile und Gurte;
- abnehmbare Gelenkwellen;

Die Verordnung gilt auch für unvollständige Maschinen (Art. 2 Abs. 1 Unterabsatz 2). Einige Produkte sind ausdrücklich ausgeschlossen, wie z. B. die Beförderung in der Luft, auf dem Wasser und auf Schienennetzen, obwohl die Verordnung weiterhin für die auf diesen Beförderungsmitteln montierten Maschinen gilt.

## Module zum Konformitätsbewertungsverfahren
Anforderungen zum Konformitätsbewertungsverfahren finden sich in EU-Verordnungen und EU-Richtlinien. Den Verordnungen und Richtlinien ist gemein, dass ihre Anforderungen auf einem modularen Konformitätsbewertungsverfahren ausgelegt sind. Das basiert auf dem Europäischen Beschluss Nr. 768/2008/EG. Wirtschaftsakteure, die ein Produkt Inverkehr bringen, müssen nur die Module der Konformitätsbewertung erfüllen, die auf die zu prüfenden Produkte bzw. Lieferantenerzeugnisse zutreffen. Das setzt allerdings voraus, dass zunächst ermittelt wird, welche Bausteine des modularen Konformitätsbewertungsverfahrens auf die Produkte bzw. Lieferantenerzeugnisse zutreffen. Gemäß EU-Maschinenverordnung können folgende Module (bzw. Kombinationen davon) zur Anwendung kommen:
- Modul A: Interne Fertigungskontrolle
- Modul B: EU-Baumusterprüfung
- Modul C: Konformität der Bauart
- Modul G: Einzelprüfung
- Modul H: Umfassendes QS-System

Wenn ein Hersteller ein Produkt mit der CE-Kennzeichnung versieht, bedeutet dies, dass der Hersteller bestätigt, dass es die „grundlegenden Gesundheits- und Sicherheitsanforderungen“ aller für dieses Produkt geltenden Richtlinien und Verordnungen erfüllt. Das Produkt muss einem oder mehreren Modulen des Konformitätsbewertungsverfahrens entsprechen, je nachdem was in der zutreffenden Verordnung/Richtlinie für dieses Produkt festgelegt wurde.
Die in dieser Verordnung geforderten Konformitätsbewertungsverfahren sind in Artikel 25 in Verbindung mit der Kategorie von Produkten in den jeweiligen Anhängen geregelt.

### Kategorien von Maschinen und Konformitätsbewertungsverfahren
Zur CE-Kennzeichnung sind für Maschinen verschiedene Konformitätsbewertungsverfahren vorgeschrieben. Die genaue Vorgehensweise ist, wie in EU-Verordnungen und EU-Richtlinien üblich, in den zugehörigen Anhängen beschrieben.
Die Verordnung schreibt in Anhang I Teil A für folgende Maschinen oder dazugehörigen Produkte Konformitätsbewertungsverfahren nach Modul B (EU-Baumusterprüfung), oder Modul H (umfassende Qualitätssicherung), oder Modul G (Einzelprüfung) vor:
- Abnehmbare Gelenkwellen einschließlich ihrer trennenden Schutzeinrichtungen;
- Trennende Schutzeinrichtungen für abnehmbare Gelenkwellen;
- Hebebühnen für Fahrzeuge;
- Tragbare Befestigungsgeräte mit Treibladung und andere Schussgeräte;
- Sicherheitsbauteile mit vollständig oder teilweise selbstentwickelndem Verhalten unter Verwendung von Ansätzen des maschinellen Lernens (KI), die Sicherheitsfunktionen gewährleisten;
- Maschinen, die über eingebettete Systeme mit vollständig oder teilweise selbstentwickelndem Verhalten unter Verwendung von Ansätzen des maschinellen Lernens verfügen, die Sicherheitsfunktionen gewährleisten, die nicht gesondert in Verkehr gebracht wurden, nur in Bezug auf diese Systeme.

Ebenfalls in Anhang I Teil B ist für folgende Maschinen oder dazugehörigen Produkte das Konformitätsbewertungsverfahren nach Modul A (Fertigungskontrolle), oder Modul B (EU-Baumusterprüfung), oder Modul H (umfassende Qualitätssicherung), oder Modul G (Einzelprüfung) vorgesehen:
- verschiedene Sägemaschinen;
- verschiedene Hobelmaschinen;
- Kombinationen aus den oberen beiden;
- verschiedene Fräsmaschinen;
- Handkettensägen;
- Pressen;
- Kunststoffspritzgieß- und -formpressmaschinen mit Handbeschickung oder Handentnahme;
- Gummispritzgieß- und -formpressmaschinen mit Handbeschickung oder Handentnahme;
- Hausmüllsammelwagen für manuelle Beschickung mit Pressvorrichtung;
- Maschinen zum Heben von Personen oder von Personen und Gütern;
- Schutzeinrichtungen zur Personendetektion;
- Kraftbetriebene bewegliche trennende Schutzeinrichtungen mit Verriegelung;
- Logikeinheiten für Sicherheitsfunktionen;
- Überrollschutzaufbau;
- Schutzaufbau gegen herabfallende Gegenstände;
- Folgende Maschinenarten für den Einsatz unter Tage:
  - Lokomotiven und Bremswagen;
  - hydraulischer Schreitausbau.

## Sicherheitsbauteile
In Anhang II ist eine nicht erschöpfende Liste von Sicherheitsbauteilen aufgelistet. Dazu gehören unter anderem:
- Trennende Schutzeinrichtungen für abnehmbare Gelenkwellen;
- Schutzeinrichtungen zur Personendetektion;
- Logikeinheiten zur Gewährleistung von Sicherheitsfunktionen;
- Trennende und nichttrennende Schutzeinrichtungen zum Schutz von Personen vor beweglichen Teilen, die direkt am Arbeitsprozess der Maschine beteiligt sind;
- NOT-HALT-Befehlsgeräte;
- Zweihandschaltungen;
- Software, die Sicherheitsfunktionen wahrnimmt;
- Sicherheitsbauteile mit vollständig oder teilweise selbstentwickelndem Verhalten unter Verwendung von Ansätzen des maschinellen Lernens, die Sicherheitsfunktionen gewährleisten;
- Überrollschutzaufbau (ROPS)
- Schutzaufbau gegen herabfallende Gegenstände (FOPS)

Die nicht erschöpfende Liste von Sicherheitsbauteilen umfasst 20 Punkte. Der Punkt 17 für Bauteile zur Beförderung von Personen (Aufzugsanlage) listet wiederum 7 Bauteile.
Auch Filterungssysteme zum Schutz der Bediener oder anderer Personen vor gefährlichen Stoffen und Substanzen sowie deren Filter gehören zu den Sicherheitsbauteilen.

## Grundlegende Sicherheits- und Gesundheitsschutzanforderungen
Im Anhang III sind verschiedene Sicherheits- und Gesundheitsschutzanforderungen vorgeschrieben. Der Absatz vor den Kapiteln ist in Teil A und Teil B gegliedert. Dieser Absatz hat einen allgemeinen Anwendungsbereich und gilt für alle Maschinen bzw. dazugehörigen Produkte. Danach ist Anhang III ist in sechs Kapitel unterteilt. Die weiteren Kapitel beziehen sich auf bestimmte spezifischere Gefährdungen. Der Anhang III ist jedoch stets in seiner Gesamtheit durchzusehen, um sicher zu gehen, dass alle jeweils einschlägigen grundlegenden Anforderungen erfüllt werden. 
Der Absatz mit Teil A enthält Begriffsbestimmungen die für den gesamten Anhang III gelten. Es werden die Begriffe Gefährdung, Gefahrenbereich, gefährdete Person, Bediener, Risiko, trennende Schutzeinrichtung, nichttrennende Schutzeinrichtung, bestimmungsgemäße Verwendung und vernünftigerweise vorhersehbare Fehlanwendung definiert. Diese werden benötigt um die Risiken zu bewerten und um zu ermitteln, ob eine Risikominderung gemäß dem Ziel dieser Verordnung erforderlich ist. Die Risikobeurteilung und Risikominderung umfassen Gefährdungen, die im Laufe des Lebenszyklus der Maschinen oder dazugehörigen Produkte auftreten können und die zum Zeitpunkt ihres Inverkehrbringens vorhersehbar sind.
Der Absatz mit Teil B hat fünf Punkte mit den allgemeinen Grundsätzen und erklärt die Notwendigkeit des iterativen Verfahrens von Risikobeurteilung und Risikominderung von Gefährdungen die im Laufe des Produktlebenszyklus, der Maschine oder der dazugehörigen Produkte, auftreten können. Die mit den grundlegenden Sicherheits- und Gesundheitsschutzanforderungen verbundenen Verpflichtungen gelten nur dann, wenn an der betreffenden Maschine oder dem dazugehörigen Produkt bei Verwendung unter den vom Hersteller vorgesehenen Bedingungen oder unter vorhersehbaren ungewöhnlichen Bedingungen die entsprechende Gefährdung auftritt (Anhang III Teil B (2)). Die Hersteller gewährleisten, wenn sie eine in den Anwendungsbereich der Verordnung fallende Maschine oder ein dazugehöriges Produkt in Verkehr bringen oder in Betrieb nehmen, dass diese gemäß den grundlegenden Sicherheits- und Gesundheitsschutzanforderungen nach Anhang III konstruiert und gebaut wurde.

## Technische Dokumentation
In Anhang IV sind die Anforderungen zur Technischen Dokumentation für Maschinen und dazugehörige Produkte aufgeführt. In den technischen Unterlagen sind die Mittel anzugeben, mit denen der Hersteller die Übereinstimmung der Maschine bzw. des dazugehörigen Produkts mit den in Anhang III aufgeführten geltenden grundlegenden Sicherheits- und Gesundheitsschutzanforderungen sicherstellt. Dazu müssen die technischen Unterlagen die vollständige Beschreibung der Maschine und der dazugehörigen Produkte enthalten. Dazu gehören:
- Die Unterlagen über die Risikobeurteilung mit einer Liste der grundlegenden Sicherheits- und Gesundheitsschutzanforderungen sowie eine Beschreibung der Schutzmaßnahmen, die ergriffen wurden, um alle anwendbaren Sicherheits- und Gesundheitsschutzanforderungen zu erfüllen, und gegebenenfalls Angabe der Restrisiken
- Entwurfs- und Fertigungszeichnungen mit Schaltkreisen und Berichte und Ergebnisse der Entwurfsberechnungen, Prüfungen, Inspektionen und Untersuchungen zur Überprüfung der Konformität der Maschine
- Ein Exemplar der Montageanleitung inklusive der Zubehörteile
- Referenzen zu den harmonisierten Normen, gemäß Verordnung (EU) Nr. 1025/2012 (Normungsverordnung), die bei Entwurf und Herstellung der Maschine angewandt wurden. Werden die harmonisierten Normen nur teilweise angewandt muss dies in den Unterlagen angegeben werden. Wurden harmonisierte Normen oder gemeinsame Spezifikationen nicht oder nur teilweise angewandt, muss beschrieben werden mit welchen Mitteln die grundlegenden Sicherheits- und Gesundheitsschutzanforderungen erfüllt werden
- Den Quellcode oder die Programmierlogik der Schaltung der sicherheitsrelevanten Software auf begründeten Antrag einer zuständigen nationalen Behörde
- bei sensorgestützten, ferngesteuerten oder autonomen unvollständigen Maschinen, wenn der sicherheitsrelevante Betrieb durch Sensordaten gesteuert wird, gegebenenfalls eine Beschreibung der allgemeinen Merkmale, Fähigkeiten und Einschränkungen des verwendeten Systems
- die Ergebnisse der an den Bau- und Zubehörteilen der Maschine oder an der unvollständigen Maschine vom Hersteller durchgeführten Prüfungen und Versuche, die notwendig sind, um festzustellen, ob die Maschine aufgrund ihrer Konzeption oder Bauart sicher zusammengebaut und eingebaut werden kann.

Die technische Dokumentation muss nach dem Inverkehrbringen der Maschine mindestens zehn Jahre lang für die Marktüberwachungsbehörden aufbewahrt werden.

## Inkrafttreten
Die Verordnung gilt in jedem Mitgliedstaat unmittelbar. Nach Artikel 54, dessen Urfassung berichtigt wurde, gilt die Verordnung ab dem 20. Januar 2027 mit Ausnahme der folgenden Artikel:
- Die Artikel 26 bis 42 gelten ab dem 20. Januar 2024.
- Artikel 50 Absatz 1 gilt ab dem 20. Oktober 2026.
- Die Artikel 6 Absatz 7, Artikel 48 und Artikel 52 gelten ab dem 19. Juli 2023.
- Die Artikel 6 Absätze 2 bis 6 und 11 sowie Artikel 47 und Artikel 53 Absatz 3 gelten ab dem 20. Juli 2024.